# 威尔希尔大厦
威尔希尔大厦（英語：Wilshire Grand Center）是一个于2017年6月23日落成的位于加利福尼亚州洛杉矶市中心金融区的超高层摩天大楼，高度为335米（含尖頂），为洛杉矶及加利福尼亚州最高的建筑，比聯邦銀行大廈高25米（但後者屋頂高度更高）。 大厦将包括混合使用的酒店、零售商店、观景台、购物中心以及办公场所，预计将为洛杉矶市中心地区以及大厦周围带来新的生命力。 这个项目预计将花费12亿美元，包括67,000平方英尺的零售场所，677,000平方英尺的A级办公场所以及容量为900个客房的酒店。洲际酒店集团预计将成为入驻的酒店集团，将占据大厦的38到70层打造一个包括900个客房及套房的酒店项目。

## 楼层规划
- 地下室至地上2层：裙楼，包括会议室、零售商店以及舞厅。
- 3至29层：办公室。
- 31至69层：酒店客房。
- 70层：酒店入住大厅以及酒吧。
- 71及72层：餐厅。
- 73层：露天观景台以及顶层游泳池。